# 沙普尔一世

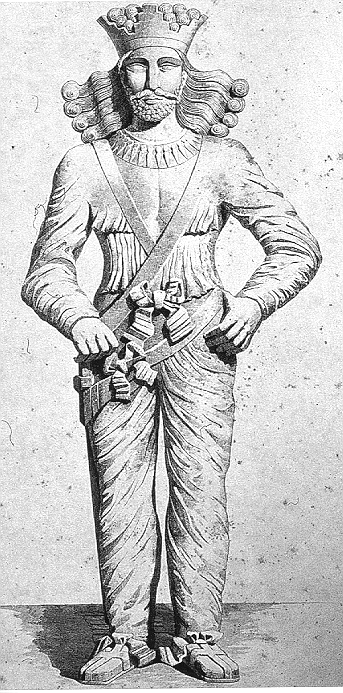
沙普尔一世

沙普尔一世 （215年－270年，波斯语：شاپور نخست）波斯萨珊王朝的第二代國王（240年—270年在位）。他是一位杰出的军人，文化的庇护者，並自稱為［王中之王］。

## 生平
沙普尔一世是阿尔达希尔一世之子，他继承其父的征服战争，扩展了波斯的领土。沙普尔一世最主要的对手是罗马帝国，但他却多次打败他们。
沙普尔一世于240年镇压亚美尼亚的反叛，并征服了哈拉特。241年，沙普尔一世进攻美索不达米亚和叙利亚，一度攻占安条克，但其攻势终于为罗马人所阻。258年沙普尔一世再度入侵这一地区，攻陷埃德萨和安条克。260年沙普尔一世在埃德萨战役中大败罗马军团，并且俘虏了罗马皇帝瓦莱里安；战争结果，卡帕多细亚也归萨珊王朝所有。不过，他在凯旋的途中被叙利亚帕尔米拉的统治者奧登納圖斯击败（260年）。后者于是建立了独立的帕尔米拉王国，沙普尔一世在幼发拉底河西岸征服的领土几乎都被其侵占。

## 成就
沙普尔一世在位时期兴建了许多水利工程和新城市，其中像尼沙布尔这样的城市日后发展为8世纪—12世纪时的文化中心。沙普尔一世在大力推进琐罗亚斯德教的同时，对其他宗教尤其是摩尼教表现出令人惊异的宽容。实际上，他是摩尼教创始人摩尼的政治庇护者。

## 历史记载来源
关于沙普尔一世时代国家的疆域、行政系统、对外战争等最重要资料的直接来源是沙普尔一世下令刻在纳克西—鲁斯坦的悬崖上的铭文。该铭文被称为“琐罗亚斯德教克尔白”，实际上沙普尔一世曾在700多个悬崖上以铭文宣示琐罗亚斯德教教义。在沙普尔一世统治时期，一位名叫卡提尔的人被提升为琐罗亚斯德教助理祭司，此人是巴赫拉姆一世时期鼓吹迫害摩尼教的中心人物。